# Megacorma nestor
Megacorma nestor är en fjärilsart som beskrevs av Jean Baptiste Boisduval 1875. Megacorma nestor ingår i släktet Megacorma och familjen svärmare. Inga underarter finns listade i Catalogue of Life.